# Albadraco tharmisensis
Albadraco tharmisensis — вид птерозаврів родини Azhdarchidae, що існував в Європі у пізній крейді (66 млн років тому). Описаний у 2019 році.

## Скам'янілості
Рештки птаха знайдено у 2012 році поблизу міста Алба-Юлія на заході Румунії. Загалом знайдено два фрагменти щелепи (верхньої та нижньої). Також у цих же відкладеннях знайдено четвертий шийний хребець, що може належати цьому виду.

## Опис
За оцінками, розмах крил птерозавра сягав 5-6 м.

## Оригінальний опис
- Alexandru A. Solomon, Vlad A. Codrea, Márton Venczel and Gerald Grellet-Tinner. 2019. A New Species of Large-sized Pterosaur from the Maastrichtian of Transylvania (Romania) [Архівовано 27 травня 2020 у Wayback Machine.]. Cretaceous Research. In Press. DOI: 10.1016/j.cretres.2019.104316